# Superliga 2008/09 (Europa)
Die Superliga 2008/09 war die 16. Saison der Superliga im Tischtennis. Sie dauerte von September 2008 bis März 2009.
Bei den Herren starteten 16 Teams, je vier aus Tschechien und der Slowakei, drei aus Slowenien, je zwei aus Österreich und Ungarn sowie eine aus Kroatien. Vier Vierergruppen spielten in einer Hin- und Rückrunde eine Reihenfolge aus. Die Ersten und Zweiten Teams aus diesen Gruppen kämpften dann in einem Play-off-System um die Plätze eins bis acht. Die restlichen Mannschaften spielten im Play-off-Verfahren die Plätze 9 bis 16 aus.
Bei den Damen waren zwölf Teams gemeldet, vier aus Österreich, drei aus der Slowakei, je zwei aus Tschechien und Ungarn sowie eine aus Kroatien. Slowenien war nicht vertreten. In drei Vierer-Gruppen wurde im Modus Jeder gegen Jeden eine Hin- und eine Rückrunde ausgetragen. Danach spielten die Ersten und Zweiten dieser Gruppen um die Plätze 1 bis 6, der Rest um die Plätze 7 bis 12.
Jede Mannschaft stellte zwei Doppelpaarungen und vier Einzelspieler. Es waren zwei Doppel und acht Einzel vorgesehen, welche nach dem Bundessystem ausgetragen wurden. Ein Wettkampf abgebrochen, wenn eine Mannschaft sechs Punkte erreicht hatte.
| Platz | Team                      | Nation | Aktive                                                                                        |
| ----- | ------------------------- | ------ | --------------------------------------------------------------------------------------------- |
| 1     | SVS Niederösterreich      | AUT    | Werner Schlager, Chen Weixing, Michael Pichler, Daniel Habesohn                               |
| 2     | SKK El Nino Praha         | CZ     | Dmitrij Prokopcov, Josef Simoncik, Bohumil Vozicky, Tomas Konecny                             |
| 3     | SKST Bratislava           | SK     | Michal Bardon, Bai He, David Karas, Kristian Kobes, Tibor Sekera                              |
| 4     | CVSE Celldömölk           | HUN    | Adam Lindner, Krisztian Molnar, Andras Podpinka                                               |
| 5     | KST Robot Mokré Lazce     | CZ     | Lubomír Jančařík, Jakub Kleprlik, Ondrej Buba                                                 |
| 6     | Lombard BVSC Budapest     | HUN    | Dániel Zwickl, Krisztian Nagy, Zsolt Szell, Wang Yian Feng, Do Phuong Nam                     |
| 7     | NTK Kema Puconci          | SLO    | Zvonko Plohl, Mitja Horvat, Bojan Roposa                                                      |
| 8     | Murska Sobota             | SLO    | Gregor Kocuvan, Jan Zibrat, Tomaz Roudi                                                       |
| 9     | TTC E.N. Praha VI         | CZ     | Tomas Tregler, Michal Obeslo, Frantisek Obeslo, Petr Kaucky, Patrick Marek                    |
| 10    | UTTC Stockerau            | AUT    | Adam Pattantyus, Stanislaw Fraczyk, Hiroshi Kittenberger, Dominik Habesohn                    |
| 11    | SK SATEX Bratislava       | SK     | Valentin Bazenov, Elcin Gasymov, Yin Long, Peter Benc, Martin Gajdos, An Kexiao, Tomas Sestak |
| 12    | ZNTK Finea Maribor        | SLO    | Martin Jaslovsky, Gregor Komac, Tomislav Japec, Gregor Zafostnik                              |
| 13    | SK Mostex Raca Bratislava | SK     | Tomas Sereda, Zoltan Lelkes, Andrej Slovacik                                                  |
| 14    | MSK Čadca                 | SK     | Pavel Petras, Peter Krkoska, Radoslav Blazek                                                  |
| 15    | SKST Banik Havířov        | CZ     | Jakub Crha, Ivan Karabec, Pavel Sirucek, Filip Jezo, Jaromir Zlamal                           |
| 16    | GSK Zagreb                | CRO    | Tomislav Zubcic, Tomislav Kolarek, Borna Kovac                                                |

| Platz | Team                | Nation | Aktive                                                                           |
| ----- | ------------------- | ------ | -------------------------------------------------------------------------------- |
| 1     | Linz AG Froschberg  | AUT    | Li Qiangbing, Iveta Vacenovská, Liu Jia, Monika Führer                           |
| 2     | Mladost Zagreb      | CRO    | Tamara Boroš, Mirela Durak, Li Yan                                               |
| 3     | Kecskemét SSK       | HUN    | Szandra Pergel, Zita Molnar, Dora Csilla Madarasz, Adrienn Kovacs                |
| 4     | MSK Břeclav Gumotex | CZ     | Renáta Štrbíková, Olesja Stachova, Ivana Weberova, Veronika Malikova             |
| 5     | SKST Hodonin        | CZ     | Shi Dan, Alena Vachovcová, Hana Matelová, Alexandra Pelcmanova, Ivana Pelcmanova |
| 6     | LZ Linz-Froschberg  | AUT    | Martina Petzner, Veronika Heine, Alena Kmotorkova                                |
| 7     | Szekszárd AC        | HUN    | Edina Toth, Mariann Juhasz, Judit Wittinger                                      |
| 8     | SST Dunajská Streda | SK     | Viera Marcekova, Lenka Andelova, Angela Fekete, Andrea Szaboova                  |
| 9     | SKST Topolcany A    | SK     | Barbora Balážová, Iveta Klacanska, Alena Kudelova                                |
| 10    | TTC Villach         | AUT    | Jana Medrikova, Julia Fleischerova, Alexandra Keskocziova, Mariany Nonaka        |
| 11    | UTTV Pinkafeld      | AUT    | Anita Nyitrai, Christiana Kont, Adriana Brunaiova, Monika Juric, Timea Viski     |
| 12    | SKST Topolcany B    | SK     | Benedikta Buturova, Veronika Hippikova, Nina Belianska                           |

- AUT = Österreich
- CRO = Kroatien
- CZ = Tschechien
- HUN = Ungarn
- SK = Slowakei
- SLO = Slowenien